# Brandon Figueroa
Pour les articles homonymes, voir Figueroa.
Brandon Figueroa est un boxeur américain né le 29 février 1996 à Weslaco, Texas.

## Carrière
Passé professionnel en 2015, il devient champion du monde des poids super-coqs WBC le 15 mai 2021 après sa victoire par KO au septième round contre Luis Nery. Il est en revanche battu dès le combat suivant par Stephen Fulton, champion WBO de la catégorie, le 27 novembre 2021 ainsi que le 1er février 2025 lors d'un combat pour le titre mondial des poids plumes WBC.